# The Butterfly's Dream (película de 2013)
The Butterfly's Dream (en turco: Kelebeğin Rüyası) es una película turca de 2013, escrita y dirigida por Yılmaz Erdoğan.
La película fue preseleccionada para representar a Turquía en la 86.a edición de los premios Óscar, como mejor película extranjera.

## Argumento
La historia está ambientada en el año 1941,  en la ciudad de Zonguldak. Se centra en dos mejores amigos que comparten la pasión por la poesía. Muzaffer Tayyip Uslu (Kıvanç Tatlıtuğ) es optimista y romántico, en cambio, Rüştü Onur (Mert Fırat), es pesimista pero soñador. Por casualidad conocen a Suzan Özsoy (Belçim Bilgin Erdoğan), la hija de un rico e influente hombre de la ciudad. Suzan se transforma en la amiga y fuente de inspiración de ambos, pero la relación se verá afectada por la desaprobación del padre de ésta. Pero los poetas tienen que lidiar con otros problemas, como la enfermedad, la pobreza, el trabajo duro en las minas de carbón y la Segunda Guerra Mundial. A medida que la historia avanza, los protagonistas viajan a través de ciudades y eventos en busca de la felicidad.

## Reparto
- Kıvanç Tatlıtuğ como Muzaffer Tayyip Uslu.
- Mert Fırat como Rüştü Onur.
- Belçim Bilgin Erdoğan como Suzan Özsoy.
- Farah Zeynep Abdullah como Mediha Sessiz.
- Ahmet Mümtaz Taylan como Zikri Özsoy.
- Taner Birsel como İsmail Uslu.
- Yılmaz Erdoğan como Behçet Necatigil.

## Premios y nominaciones
| Año  | Premios                                 | Categoría                      | Resultado | Ref.  |
| ---- | --------------------------------------- | ------------------------------ | --------- | ----- |
| 2014 | Milano Film Festival                    | Mejor música de película       | Ganadora  | [ 3 ] |
| 2014 | International Film Summerfest of Durrës | Mejor película de los Balcanes | Ganadora  | [ 4 ] |
| 2014 | World Soundtrack Awards                 | Premio del público             | Ganadora  | [ 5 ] |
| 2014 | Moondance International Film Festival   | Mejor música de película       | Ganadora  | [ 6 ] |
| 2014 | Terra di Siena Film Festival            | Mejor película                 | Ganadora  | [ 5 ] |